# 경상북도의 민속문화재 (제101호 ~ 제200호)
경상북도 민속문화재는 지방민속문화재 중에서 경상북도 내에 있는 문화재를 의미한다.

## 지정목록

### 제101호 ~ 제200호
| 번호  | 사진 | 명칭                                                                        | 소재지                                                      | 관리자 (단체)            | 지정일                                                                     | 참조 |
| 101호 |      | 서벽고택 (棲碧古宅)                                                         | 경북 청송군 파천면 중평리 378                               | 신효승                   | 1993년 11월 30일 지정, 2014년 6월 19일 해제, 국가민속문화재 제282호로 승격 |      |
| 102호 |      | 춘우재고택 (春雨齋古宅)                                                     | 경북 예천군 예천군 용문면 맛질길 101 (제곡 197)             | 권창룡                   | 1993년 11월 30일 지정                                                      |      |
| 103호 |      | 연곡고택 (延谷古宅)                                                         | 경북 예천군 경상북도 예천군 용문면 맛질길 107 (제곡 449)    | 권환                     | 1993년 11월 30일 지정                                                      |      |
| 104호 |      | 서설당 (瑞雪堂)                                                             | 경북 봉화군 봉화읍 유곡리 554                               | 권우붕                   | 1993년 11월 30일 지정, 2017년 8월 25일 해제, 국가민속문화재 제293호로 승격 |      |
| 105호 |      | 의구총 (義拘塚)                                                             | 경북 구미시 해평면 낙산리 산148                             | 구미시                   | 1994년 9월 29일 지정                                                       |      |
| 106호 |      | 의우총 (義牛塚)                                                             | 경북 구미시 산동면 인덕리 104-1                             | 구미시                   | 1994년 9월 29일 지정                                                       |      |
| 107호 |      | 분천리도토마리집 (汾川里도토마리집)                                         | 경북 봉화군 소천면 분천리 1455                              | .                        | 1994년 9월 29일 지정                                                       |      |
| 108호 |      | 분천리까치구멍집 (汾川里까치구멍집)                                         | 경북 봉화군 소천면 분천리 1466                              | 김진석                   | 1994년 9월 29일 지정                                                       |      |
| 109호 |      | 설매리겹집 (雪梅里겹집)                                                     | 경북 봉화군 상운면 설매리 503                               | .                        | 1994년 9월 29일 지정                                                       |      |
| 110호 |      | 설매리3겹까치구멍집 (雪梅里3겹까치구멍집)                                   | 경북 봉화군 상운면 설매리 519                               | .                        | 1994년 9월 29일 지정, 2007년 1월 12일 해지, 국가민속문화재 제247호로 승격  |      |
| 111호 |      | 상주동학교당유물 (尙州東學敎堂遺物)                                         | 경북 상주시 은척면 우기리 730                               | 김정선                   | 1995년 3월 31일 지정                                                       |      |
| 112호 |      | 군위법주사왕맷돌 (軍威法住寺왕맷돌)                                         | 경북 군위군 소보면 달산리 773                               | 법주사                   | 1995년 3월 31일 지정                                                       |      |
| 113호 |      | 안동 유일재 종택 (安東 惟一齋 宗宅) 광산김씨유일재고택 (光山金氏惟一齋古宅) | 경북 안동시 와룡면 가구리 613                               | 김병문                   | 1996년 1월 20일 지정, 2018년 4월 16일 명칭 변경                            | ,    |
| 114호 |      | 원리주곡고택 (院里做谷古宅)                                                 | 경북 영양군 석보면 원리리 354                               | 이한섭                   | 1996년 12월 5일 지정                                                       |      |
| 115호 |      | 영주청구리입석 (榮州靑丘里立石)                                             | 경북 영주시 순흥면 청구2리 48                               | .                        | 1997년 9월 29일 지정                                                       |      |
| 116호 |      | 박구효자정려비 (博矩孝子旌閭碑)                                             | 경북 성주군 선남면 도성리 산83                              | 박노성                   | 1999년 3월 11일 지정                                                       |      |
| 117호 |      | 영주수도리김덕진가옥 (榮州水島里金德鎭家屋)                                 | 경북 영주시 문수면 수도리 222                               | .                        | 1999년 8월 9일 지정                                                        |      |
| 118호 |      | 영주수도리김뢰진가옥 (榮州水島里金賚鎭家屋)                                 | 경북 영주시 문수면 수도리 237                               | .                        | 1999년 8월 9일 지정                                                        |      |
| 119호 |      | 경주김씨눌곡종택 (慶州金氏訥谷宗宅)                                         | 경북 영덕군 지품면 눌곡리 366                               | .                        | 1999년 8월 9일 지정                                                        |      |
| 120호 |      | 상주동학교당 (尙州東學敎堂)                                                 | 경북 상주시 은척면 우기1리 728                              | 김정선                   | 1999년 12월 30일 지정                                                      |      |
| 121호 |      | 봉화만산고택 (奉化晩山古宅)                                                 | 경북 봉화군 춘양면 의양리 288                               | 강백기                   | 2000년 4월 10일 지정, 2013년 12월 12일 해지, 국가민속문화재 제279호로 승격 |      |
| 122호 |      | 산수정 (山水亭)                                                             | 경북 안동시 풍산읍 마애리 92                                | 진성이씨망천파종중       | 2000년 9월 4일 지정                                                        |      |
| 123호 |      | 곡강고택 (曲江古宅)                                                         | 경북 영덕군 영해면 원구리 726-3외                           | 권종대                   | 2000년 9월 4일 지정                                                        |      |
| 124호 |      | 성주 대산리 진사댁 (星州 大山里 進士宅)                                     | 경북 성주군 월항면 한개2길 20                               | 이영성                   | 2000년 9월 4일 지정                                                        |      |
| 125호 |      | 쌍송정정침 (雙松亭正寢)                                                     | 경북 봉화군 물야면 북지리 1114-1                            | .                        | 2001년 2월 12일 지정                                                       |      |
| 126호 |      | 봉정사영산암 (鳳停寺靈山庵)                                                 | 경북 안동시 서후면 태장리 902                               | 봉정사                   | 2001년 11월 1일 지정                                                       |      |
| 127호 |      | 풍산류씨수동재사 (豊山柳氏水洞齋舍)                                         | 경북 안동시 풍산읍 수리 50                                  | 류영하                   | 2001년 11월 1일 지정                                                       |      |
| 128호 |      | 원사암 (遠思庵)                                                             | 경북 안동시 녹전면 신평리 751                               | 의성김씨평장공파삼대문중 | 2001년 11월 1일 지정                                                       |      |
| 129호 |      | 안동제산종택 (安東霽山宗宅)                                                 | 경북 안동시 임하면 천전리 256                               | 김재옥                   | 2002년 10월 14일 지정                                                      |      |
| 130호 |      | 수졸당및재사 (守拙堂및齋舍)                                                 | 경북 안동시 도산면 토계리 251                               | .                        | 2003년 8월 14일 지정                                                       |      |
| 131호 |      | 원주변씨간재종택및간재정 (原州邉氏簡齋宗宅및簡齋亭)                         | 경북 안동시 서후면 금계리 162 외                            | .                        | 2003년 12월 15일 지정                                                      |      |
| 132호 |      | 성주대산리도동댁 (星州大山里道東宅)                                         | 경북 성주군 월항면 한개2길 39                               | 이우석                   | 2004년 6월 28일 지정                                                       |      |
| 133호 |      | 구미금강사금란가사 (龜尾金剛寺金란袈裟)                                     | 경북 구미시                                                 | 금강사                   | 2004년 12월 6일 지정                                                       |      |
| 134호 |      | 예천 삼강주막 (醴泉 三江酒幕)                                               | 경북 예천군 경상북도 예천군 풍양면 삼강리길 27 (삼강 166-1) | 예천군                   | 2005년 11월 20일 지정                                                      |      |
| 135호 |      | 문경망댕이사기요 (聞慶 망댕이 沙器窯)                                       | 경북 문경시 문경읍 관음리 206,206-1                         | 김영식                   | 2006년 10월 26일 지정                                                      |      |
| 136호 |      | 구미 도중리 동신상 (龜尾 道中里 洞神像)                                     | 경북 구미시 산동면 도중리 263, 산44                         | .                        | 2007년 4월 30일 지정                                                       |      |
| 137호 |      | 영양 숭조고택 (英陽 崇祖古宅)                                               | 경북 영양군 청기면 청기리 654                               | 오위창                   | 2008년 2월 18일 지정                                                       |      |
| 138호 |      | 안동권씨 병곡종택 (안동권씨 병곡종택)                                       | 경북 안동시 풍천면 가일길 84 (가곡리)                       | .                        | 2010년 3월 11일 지정                                                       |      |
| 139호 |      | 영천 지산고택 (永川 芝山故宅)                                               | 경북 영천시 영지길 117-9                                    |                          | 2010년 3월 11일 지정                                                       |      |
| 140호 |      | 안동 하회 지산고택 (安東 河回 志山古宅)                                     | 경북 안동시 풍천면 하회리 612                               | 류종한                   | 2010년 4월 19일 지정                                                       |      |
| 141호 |      | 영주 금광리 성황당 (榮州 金光里 城隍堂)                                     | 경북 영주시 평은면 금광리 1109, 1119                        | .                        | 2010년 10월 28일 지정                                                      |      |
| 142호 |      | 안동 긍구당고댁 사당내 감실 (安東 肯構堂古宅 祠堂內 龕室)                   | 경북 안동시 가야길 377-5 (와룡면)                           | .                        | 2011년 4월 18일 지정                                                       |      |
| 143호 |      | 포항 달전재사 (浦項 達田齋舍)                                               | 경북 포항시 연일읍 새마을로 766번길                         | 여강이씨문중             | 2012년 10월 22일 지정                                                      |      |
| 144호 |      | 포항 하학재 (浦項 下學齋)                                                   | 경북 포항시 남구 연일읍 자명로 321번길 88-57                | 경주손씨대종회상달암     | 2012년 10월 22일 지정                                                      |      |
| 145호 |      | 안동 송석재사 (安東 松石齋舍)                                               | 경북 안동시 임하면 임하리 226-1                             | 김시우                   | 2012년 10월 22일 지정                                                      |      |
| 146호 |      | 안동 죽헌고택 (安東 竹軒古宅)                                               | 경북 안동시 서후면 태장리 939                               | 이병하                   | 2012년 10월 22일 지정                                                      |      |
| 147호 |      | 안동 소산동 동야고택 (安東 素山洞 東야古宅)                                 | 경북 안동시 풍산읍 소산리 212                               | 김옥년                   | 2012년 10월 22일 지정                                                      |      |
| 148호 |      | 안동 비안공 구택 (安東 比安公 舊宅)                                         | 경북 안동시 풍산읍 소산리 224-3                             | 김한진                   | 2012년 10월 22일 지정                                                      |      |
| 149호 |      | 안동 삼벽당 (安東 三碧堂)                                                   | 경북 안동시 풍산읍 오미리 283                               | 김승현                   | 2012년 10월 22일 지정                                                      |      |
| 150호 |      | 안동권씨 말산재사 (安東權氏 末山齋舍)                                       | 경북 안동시 북후면 두산리 649                               | 안동권씨도촌문중         | 2012년 10월 22일 지정                                                      |      |
| 151호 |      | 안동 영양남씨 재사 (安東 英陽南氏 齋舍)                                     | 경북 안동시 일직면 송리리 650                               | .                        | 2012년 10월 22일 지정                                                      |      |
| 152호 |      | 영주 평은리 양지암 (榮州 平恩里 養芝菴)                                     | 경북 영주시 평은면 평은리 1318                              | 수안김씨부장공파외손문중 | 2012년 10월 22일 지정                                                      |      |
| 153호 |      | 상주 의암고택 (尙州 依巖古宅)                                               | 경북 상주시 낙동면 운평리 141-1                             | 조세희                   | 2012년 10월 22일 지정                                                      |      |
| 154호 |      | 청송 사남고택 (靑松 泗南古宅)                                               | 경북 청송군 파천면 덕천리 395-1                             | 신응석                   | 2012년 10월 22일 지정, 2014년 6월 19일 해제, 국가민속문화재 제282호로 승격 |      |
| 155호 |      | 기곡재사 (崎谷薺舍)                                                         | 경북 청송군 파천면 신기리 427                               | 진성이씨 대종회          | 2012년 10월 22일 지정                                                      |      |
| 156호 |      | 울진 평해황씨 해월종택 (蔚珍 平海黃氏 海月宗宅)                             | 경북 울진군 기성면 해월헌길 70(사동리 433)                  | 황의석                   | 2012년 10월 22일 지정                                                      |      |
| 157호 |      | 상주 견훤사당 (尙州 甄萱祠堂)                                               | 경북 상주시 화서면 하송리 315-11                            | .                        | 2013년 3월 18일 지정                                                       |      |
| 158호 |      | 포항여연당고택 (浦項與然堂古宅)                                             | 경북 포항시 북구 기북면 덕동문화길 48-3                     | 이원돌                   | 2013년 4월 8일 지정                                                        |      |
| 159호 |      | 안동 성성재 종택 (安東 惺惺齋 宗宅)                                         | 경북 안동시 예안면 부포리 156                               | 금만동                   | 2013년 4월 8일 지정                                                        |      |
| 160호 |      | 안동 관물당 (安東 觀物堂)                                                   | 경북 안동시 서후면 교리 207                                 | 권오상                   | 2013년 4월 8일 지정                                                        |      |
| 161호 |      | 안동 상여집 (安東 喪輿집)                                                   | 경북 안동시 일직면 망호리 747                               | .                        | 2013년 4월 8일 지정                                                        |      |
| 162호 |      | 영천 귀애정 (永川 龜厓亭)                                                   | 경북 영천시 화남면 귀호리 644                               | 조영목                   | 2013년 4월 8일 지정                                                        |      |
| 163호 |      | 문경 장수황씨 종택 (聞慶 長水黃氏 宗宅)                                     | 경북 문경시 산북면 대하리 460-6                             | 장수황씨문중             | 2013년 4월 8일 지정                                                        |      |
| 164호 |      | 군위 남천고택 (軍威 南川古宅) 군위 상매댁 (軍威 上梅宅)                     | 경북 군위군 부계면 대율리 768                               | 홍인규                   | 2013년 4월 8일 지정, 2013년 6월 27일 명칭 변경                             |      |
| 165호 |      | 의성 운곡당 (義城 雲谷堂)                                                   | 경북 의성군 금성면 산운리 158                               | .                        | 2013년 4월 8일 지정                                                        |      |
| 166호 |      | 의성 점우당 (義城 漸于堂)                                                   | 경북 의성군 금성면 산운리 157                               | .                        | 2013년 4월 8일 지정                                                        |      |
| 167호 |      | 청송 화지재 (靑松 花池齋)                                                   | 경북 청송군 안덕면 장전리 115                               | 영양남씨대문중           | 2013년 4월 8일 지정                                                        |      |
| 168호 |      | 영덕 괴시동 태남댁 (盈德 槐市洞 台南宅)                                     | 경북 영덕군 영해면 괴시리 353                               | 남병길                   | 2013년 4월 8일 지정                                                        |      |
| 169호 |      | 영덕 괴시동 물소와고택 (盈德 槐市洞 勿小窩古宅)                             | 경북 영덕군 영해면 괴시리 334                               | 남인대                   | 2013년 4월 8일 지정                                                        |      |
| 170호 |      | 영덕 괴시동 해촌고택 (盈德 槐市洞 海村古宅)                                 | 경북 영덕군 영해면 괴시리 352                               | 남병태                   | 2013년 4월 8일 지정                                                        |      |
| 171호 |      | 청도 삼족대 (淸道 三足臺)                                                   | 경북 청도군 매전면 금곡리 901                               | 김해김씨삼족당종중       | 2013년 4월 8일 지정                                                        |      |
| 172호 |      | 청도 섬암고택 (淸道 剡巖故宅)                                               | 경북 청도군 금천면 신지1리 236                              | 박성철                   | 2013년 4월 8일 지정                                                        |      |
| 173호 |      | 청도 명중고택 (淸道 明重故宅)                                               | 경북 청도군 금천면 신지1리 267-1                            | 박성주                   | 2013년 4월 8일 지정                                                        |      |
| 174호 |      | 청도 운남고택 (淸道 雲南故宅)                                               | 경북 청도군 금천면 신지1리 267-2                            | 박성림                   | 2013년 4월 8일 지정                                                        |      |
| 175호 |      | 청도 도일고택 (淸道 道一故宅)                                               | 경북 청도군 금천면 신지1리 237                              | 박승현                   | 2013년 4월 8일 지정                                                        |      |
| 176호 |      | 성주 대산리 하회댁 (星州 大山里 河回宅)                                     | 경북 성주군 월항면 대산리 한개2길 37                        | 이수철                   | 2013년 4월 8일 지정                                                        |      |
| 177호 |      | 성주 극와고택 (星州 極窩古宅)                                               | 경북 성주군 월항면 한개2길 40                               | 이성근                   | 2013년 4월 8일 지정                                                        |      |
| 178호 |      | 칠곡 해은고택 (漆谷 海隱故宅)                                               | 경북 칠곡군 왜관읍 매원리 341                               | 이수전                   | 2013년 4월 8일 지정                                                        |      |
| 179호 |      | 예천 상금곡동 사괴당고택]                                                   | 경북 예천군 용문면 반서울로 31 (상금곡 430)                 | .                        | 2013년 4월 8일 지정                                                        |      |
| 180호 |      | 봉화 야옹정 (奉花 野翁亭)                                                   | 경북 봉화군 상운면 구천리 348                               | 전경우                   | 2013년 4월 8일 지정                                                        |      |
| 181호 |      | 봉화 의양리 권진사댁 (奉花 宜陽里 權進士宅)                                 | 경북 봉화군 춘양면 의양리 235                               | 권단웅                   | 2013년 4월 8일 지정                                                        |      |
| 182호 |      | 울릉 나리동 투막집 (鬱陵 羅里洞 투막집)                                     | 경북 울릉군 북면 나리리 117-1                               | .                        | 2013년 4월 8일 지정                                                        |      |
| 183호 |      | 울릉 나리동 투막집 (鬱陵 羅里洞 투막집)                                     | 경북 울릉군 북면 나리리 307                                 | .                        | 2013년 4월 8일 지정                                                        |      |
| 184호 |      | 영덕 우계종택 (盈德 愚溪宗宅)                                               | 경북 영덕군 창수면 인량리 438-1                             | 이혁희                   | 2013년 7월 11일 지정                                                       |      |
| 185호 |      | 윤탕신 목패 (尹湯臣 木牌)                                                   | 경북 예천군 지보면                                          | 윤철재                   | 2016년 5월 9일 지정                                                        | ,    |
| 186호 |      | 예천 직산재 (醴泉 稷山齋))                                                  | 경북 예천군 호명면 피실길 60-25                             | 안동김씨 비안공파 문중   | 2017년 3월 13일 지정                                                       | ,    |
| 187호 |      | 안동 지촌종택 (安東 芝村宗宅)                                               | 경북 안동시 임동면 지례예술촌길 427                         | 김원길                   | 2017년 5월 15일 지정                                                       | ,    |
| 188호 |      | 안동 국탄댁 (安東 菊灘宅)                                                   | 경북 안동시 임하면 임하길 369                               | 김창한                   | 2017년 5월 15일 지정                                                       | ,    |
| 189호 |      | 영덕 송천세려고택 (盈德 松川世廬古宅)                                       | 경북 영덕군 병곡면 송천1길 22-16                            | 권종걸                   | 2017년 5월 15일 지정                                                       |      |
| 190호 |      | 영덕 삼벽당 (盈德 三碧堂)                                                   | 경북 영덕군 창수면 인량1길 21-2                             | 이원창                   | 2017년 5월 15일 지정                                                       |      |

## 참고 자료
- 경북도보